# Ivan Moody (chanteur)
Pour les articles homonymes, voir Ivan Moody et Moody.
Ivan L. Moody (né le 7 janvier 1980 à Denver), est le chanteur du groupe de heavy metal américain Five Finger Death Punch.
Moody a également officié en tant que chanteur sur l'album éponyme du groupe de metal alternatif, Motograter, sorti en 2003.

## Jeunesse
Ivan Lewis Greening est né aux États-Unis, à Denver dans le Colorado. Il grandit dans plusieurs petites villes telles que Arvada, Castle Rock, Lakewood, Wheat Ridge ou encore Northglenn.
Il évoque également avoir passé plusieurs été chez sa grand-mère à La Crosse, Wisconsin «  Ma grand-mère m’a inscrit à la chorale quand j’avais à peu près 7 ans. Je n'y suis resté que deux ou trois ans. La musique a toujours été très chère à mon cœur. Comme tout le monde, il y avait des hauts et des bas dans ma vie et la musique semblait toujours être constante, alors il était facile de s'y accrocher. J'ai commencé à chanter dans des groupes à l'âge de 16 ans."

## Carrière
Moody a déménagé à Los Angeles en 2001, en adoptant le nom de jeune fille de sa mère, Moody. Là-bas, il rejoint son premier groupe appelé Toiz. Le groupe a joué quelques concerts dans la région de Los Angeles en 2002 et fait une démo qui n’a pas été rendue publique. L'année suivante, il rejoint le groupe de nu métal Motograter. Le groupe sort leur album studio éponyme le 24 juin 2003. Ils obtiennent un certain succès en jouant sur la scène secondaire du Ozzfest 2003 et en tournée avec des groupes comme Korn, Disturbed, Marilyn Manson, Nothingface, Slipknot, Mushroomhead et Killswitch Engage. Motograter fait une pause en 2005 et donne une représentation unique en 2006 au festival Delicious Rox. Moody a également composé des chansons avec d'anciens colocataires et membres de sa famille, Ryan Morrow (basse), Bill Stonebraker (guitare) et Jim "Dugan" Demongey (batterie), se faisant appeler Black Blood Orchestra.
Moody a rejoint le groupe de heavy metal Five Finger Death Punch. En parallèle, son projet Ghost Machine a lancé son premier album éponyme le 26 juillet 2005. Ghost Machine a sorti son deuxième album Hypersensitive le 21 novembre 2006. La même année, Five Finger Death Punch est entré en studio pour enregistrer son premier album au studios Next Level et Complex Studios à Los Angeles avec Steve Bruno et Mike Sarkisyan. L'album a été produit par le guitariste Zoltan Bathory et le batteur Jeremy Spencer et a été mixé par l'ancien guitariste de Machine Head et Soulfly, Logan Mader. Moody a également joué dans le film d’horreur Bled de 2009, jouant le rôle d’Incubus.
Five Finger Death Punch a connu un succès commercial rapide. Leur premier album, The Way of the Fist (2007), s’est vendu à plus de 600 000 exemplaires aux États-Unis et a engendré 3 des 10 meilleurs singles. Leur deuxième album, War is the Answer (2009), s'est vendu à plus de 44 000 exemplaires au cours de sa première semaine de sortie et a engendré 5 singles parmi les 10 meilleurs et s'est vendu à plus de 700 000 exemplaires. Leur troisième disque encore plus réussi, American Capitalist, a fait son entrée en numéro 3 du Billboard 200 et s’est vendu à plus de 90 000 exemplaires au cours de la première semaine. C'était le troisième disque d'or consécutif du groupe certifié RIAA. Le 30 juillet 2013, The Wrong Side of Heaven and the Righteous Side of Hell, Volume 1 a été publié. Il s'est vendu à plus de 210 000 exemplaires. Environ quatre mois plus tard, The Wrong Side of Heaven and the Righteous Side of Hell, Volume 2, est passé au numéro 2 du Billboard 200 et se distingue par son single, "Battle Born". 
Ils ont joué de sur nombreuses tournées et festivals importants, dont la tournée Korn's Family Values et la tournée Bitch We Have a Problem Tours, la scène Jägermeister (deuxième scène) au festival Mayhem en 2008 et la scène principale au festival Mayhem en 2010 et 2013. Ils se sont également produits au Download Festival en 2009, 2010, 2013 et 2015 et la Monster Stage (scène principale) au Rock on the Range à Columbus, Ohio en 2008, 2010, 2012 et 2014, ainsi qu'au Rockfest 2012 à Kansas City.
Moody a été interviewé pour le livre Full Metal: The 50 Most Influential Heavy Metal Songs of the 1980s and the True Stories Behind Their Lyrics. Il raconte l'impact de «Fade to Black» de Metallica sur lui en tant que parolier, dans un chapitre sur la chanson qui examine également sa signification sociale et culturelle.
Moody a partagé la vedette avec Shawn Crahan dans le court métrage d'horreur musical de Darren Lynn Bousman, The Devil's Carnival, projeté en avril 2012 .
Le 12 juin 2017, Moody a déclaré lors d'un concert à Tilbourg aux Pays-Bas, qu'il s'agirait de son dernier spectacle avec Five Finger Death Punch. Le groupe a publié une déclaration disant qu'il continuerait d'avancer . Moody s'est inscrit en cure de désintoxication et a été remplacé pour les dates restantes par le chanteur Tommy Vext.
En octobre 2022, lors d’un concert dans le Colorado il annonce son souhait de se retirer du heavy metal après la sortie de son prochain album avec les Five Finger Death Punch. Il revient sur cette décision quelques jours plus tard en déclarant : "Je ne vais pas disparaître. J’ai peut-être été un peu impulsif… J’espère que vous me pardonnerez tous.”.

## Vie privée
Moody a deux filles. Sa fille aînée est née en 1998 et sa plus jeune fille s’appelle Nova et est née en 2014,.

### Addictions
En 2012, Moody a révélé que son problème d'alcoolisme l'avait presque fait renvoyer de Five Finger Death Punch. Moody a déclaré qu'il se produisait en état d'ébriété et qu'il ne s'en souvenait plus le lendemain. Moody dit qu'il "s'est senti comme un drogué et que, de là, il faut beaucoup d'efforts pour revenir en arrière". Moody fait référence à son alcoolisme et à ses batailles dans la vidéo "I Apologize" où Moody marche à travers un cimetière rempli de musiciens qui sont morts emportés par leur dépendance. En novembre 2016, Moody interrompit un concert à Worcester, affirmant que sa mère était en train de mourir. Les auditeurs de concert ont déclaré qu'il semblait ivre et qu'il avait été aidé à quitter la scène. Sa sœur cadette a déclaré à un journaliste que leur mère était "en vie et en bonne santé" . En juin 2017, Moody a quitté la tournée Five Finger Death Punch pour une cure de désintoxication.

### Problèmes juridiques
Moody a été arrêtée par la police fédérale australienne le 22 février 2014 à Sydney, accusé d'avoir assailli en état d'ébriété une agent de bord lors de son vol Qantas en provenance de Brisbane. Le groupe a joué sans lui à Sydney et à Melbourne.
Moody a été arrêté en avril 2015 à Las Vegas pour violences conjugales à l'encontre de sa femme Holly Smith . Les charges ont par la suite été abandonnées, mais Smith obtient cependant une ordonnance restrictive.

## Récompenses
Motograter a été élu meilleur groupe de 2003 par Hit Parader.
Five Finger Death Punch a remporté plusieurs prix, dont le prix du meilleur nouveau groupe aux Metal Hammer Golden Gods Awards 2009, le prix de l'artiste le plus prometteur du FMQB’s 2009 year-end Metal poll. Ils ont également été nommés pour le prix du meilleur nouveau venu international au Kerrang ! Awards 2009 et ont remporté le prix du meilleur groupe percutant lors des Metal Hammer Golden Gods Awards 2010. Enfin, le prix de Meilleure chanson pour "Lift Me Up" aux Metal Hammer Golden Gods Awards 2014.

## Discographie

### Motograter
- 2003: Motograter
- Demo : "Down (2002 Demo), "No Name (2002 Demo), "Red (2002 Demo)", et "Failure (Live 2004)".

### Ghost Machine
- 2005: Ghost Machine
- 2006: Hypersensitive

### Five Finger Death Punch
- 2007: The Way of the Fist
- 2009: War Is the Answer
- 2011: American Capitalist
- 2013: The Wrong Side of Heaven and the Righteous Side of Hell, Volume 1
- 2013: The Wrong Side of Heaven and the Righteous Side of Hell, Volume 2
- 2015: Got Your Six
- 2017: A Decade of Destruction
- 2018: And Justice for None
- 2020: F8
- 2022: AfterLife

## Filmographie
- Bled (2009) : Incubus
- The Devil's Carnival (2012) : le clown

### Sources
1. 1 2  "TGIvan Moody of Five Finger Death Punch grew up here and still has a love for Colorado". westword.com/. Retrieved 2015-09-26.
2. 1 2  "TGetting friendly with Five Finger Death Punch (2007)". Dabelly.com/. Retrieved 2015-09-26.
3. ↑  "The Devil's Carnival (2012)". IMDb.com. Retrieved 2015-09-05.
4. ↑  "NEWS: Ivan Moody calls Tilburg his "last show" in Five Finger Death Punch! - DEAD PRESS! - It's more than "just music" to us". www.deadpress.co.uk.
5. ↑  "Ivan Moody To Sit Out FIVE FINGER DEATH PUNCH European Tour, Checks Back Into Rehab". Metal Injection. 14 June 2017.
6. ↑  « Ivan Moody déclare qu'il va "se retirer du Heavy Metal" après le prochain album de Five Finger Death Punch », sur MetalZone, 16 octobre 2022 (consulté le 19 octobre 2022)
7. ↑  « Ivan Moody, de Five Finger Death Punch, déclare qu'il ne va pas se retirer du Heavy Metal et s'excuse pour ses commentaires "impulsifs" », sur MetalZone, 27 octobre 2022 (consulté le 23 mars 2023)
8. ↑  "Five Finger Spencer thought drugs had killed him – Metal Hammer". Metalhammer.teamrock.com. Retrieved 2015-09-05.
9. ↑  "Five Finger Death Punch's Ivan Moody Digs Own Grave in 'I Apologize' Video". loudwire.com. Retrieved 2015-09-05.
10. ↑  "Ivan Moody Suffers Meltdown, Cancels Five Finger Death Punch Concert". 28 November 2016.
11. ↑  "Five Finger Death Punch Singer Ivan Moody Details Rehab Stay, Plans Stage Return in August". Billboard.
12. ↑  "Five Finger Death Punch singer faces court after "unruly behaviour" on Qantas flight". FasterLouder. 2014-02-26. Retrieved 2018-05-18.
13. ↑  "Five Finger Death Punch Singer -- Wife Files For Divorce After Getting Strangled In Jiu-Jitsu Chokehold". TMZ.
14. ↑  "Five Finger Death Punch Singer -- Wife and Sister Plead... Get to Rehab, STAT!". TMZ.
15. ↑  "Former MOTOGRATER Frontman Resurfaces In FIVE FINGER DEATH PUNCH". Roadrunnerreocrds.com. Retrieved 2015-09-05